# Lobberich
Lobberich (Nederlands: Lobberik) is een stadsdeel van de gemeente Nettetal (Duitse deelstaat Noordrijn-Westfalen). 

## Geschiedenis
Lobberich werd voor het eerst vermeld in 988, als Lubbruch. 
De Tweede Wereldoorlog bracht ook hier vernielingen en slachtoffers met zich mee. Zo stortte een eigen V-1 raket op 19 februari 1945 neer in de Hoogstraat met als gevolg 25 doden en enige huizen vernield. 
Op 2 maart 1945 werd Lobberich na een voorafgaande artilleriebeschieting in het kader van Operatie Grenade ten slotte door troepen van de 8ste Amerikaanse pantserdivisie ingenomen.
In 1802 begon hier de textielindustrie (fluweel en zijde) en in 1880 werd de eerste geheel mechanische weefstoel in gebruik genomen. Tussen 1970 en 1975 werkten er nog een 1000-tal textielarbeiders in de fabrieken, maar daarna ging het snel bergafwaarts. Na de Tweede Wereldoorlog nam ook de metaalindustrie in belang toe, waaronder sanitair en carburateurs. Ook werden er modelspoorbanen (spoorbreedte TT) geproduceerd.
De plaats werd in 1964 tot stad verheven. Zes jaar later (in 1970) werd de gemeente opgeheven en samengevoegd met Kaldenkerken, Breyell, Hinsbeck en Leuth tot de nieuwe gemeente Nettetal. De nieuwe gemeente werd eveneens de stadstatus verleend.

## Bezienswaardigheden
- Sint-Sebastiaankerk, van 1893
- Oude Kerk Sint-Sebastiaan (1450-1470, 1642, 1818)
- Kasteel Bocholt
- Kasteel Ingenhoven
- Watertoren
- Diverse boerderijen, wegkruisen, kapelletjes

## Natuur en landschap
Lobberich ligt in het dal van de Nette, op een hoogte van ongeveer 50 meter. In het dal liggen een aantal vijvers.

## Nabijgelegen kernen
Hinsbeck, Breyell, Boisheim, Grefrath, Süchteln